# Hermann Essig
Œuvres principales
Der Taifun (1919)
Hermann Essig (28 août 1878 à Truchtelfingen, aujourd'hui dans la commune d'Albstadt - 21 juin 1918 à Berlin) est un écrivain allemand.

## Biographie
Hermann Essig est le fils d'un pasteur protestant. Il passe sa jeunesse en Souabe et étudie à l'école supérieure de technologie de Stuttgart. Une maladie des poumons le contraint à un séjour en Suisse. C'est là, qu'en 1902, il commence à écrire. En 1904, il est à Berlin où il travaille une courte période comme ingénieur civil avant de se consacrer entièrement à la littérature. Son premier ouvrage est publié en 1909. En 1913, il est lauréat du Prix Kleist, conjointement avec Oskar Loerke. Remarqué par Herwarth Walden, il collabore à sa revue, Der Sturm. Mobilisé pendant la guerre, il meurt des suites d'une maladie pulmonaire.

## Œuvre
L'œuvre d'Essig est à ranger dans le courant du réalisme, malgré ses liens avec l'expressionnisme à travers la revue Der Sturm et la publication, posthume, de son plus grand succès, le roman Taifun au Kurt Wolff Verlag.
Essig a écrit de nombreuses pièces de théâtre qui se passent presque exclusivement dans sa Souabe natale. Il critique la bourgeoisie et la société, ce que montrent les titres de certaines de ses pièces qui sont interdites par la censure, tel Der Schweinepriester (« le prêtre cochon »). Le roman Der Taifun est un roman à clef qui décrit de façon ironique les collaborateurs de la revue Der Sturm.
Essig fait partie des auteurs interdits par les Nazis après 1933.

## Ouvrages
- Der Frauenmut, théâtre, 1912
- Ihr stilles Gluck!, théâtre, 1912
- Der Schweinepriester, théâtre, 1915
- Des Kaisers Soldaten, théâtre, 1915
- Der Taifun, roman, Kurt Wolff Verlag, 1919

## Sources
- (de) Manfred Brauneck (éditeur), 1995, Autorenlexikon deutschsprachiger Literatur des 20. Jahrhunderts, Reineck bei Hamburg, Rowohlt